# Краснянська сільська рада (Березанський район)
Краснянська сільська́ ра́да — адміністративно-територіальна одиниця та орган місцевого самоврядування в Березанському районі Миколаївської області. Адміністративний центр — село Красне.

## Загальні відомості
- Населення ради: 1 198 осіб (станом на 2001 рік)
- Територією ради протікає річка Сасик.

## Населені пункти
Сільській раді були підпорядковані населені пункти:
- с. Красне

## Склад ради
Рада складалася з 16 депутатів та голови.
- Голова ради: Поліщук Валерій Миколайович

### Керівний склад попередніх скликань
| Прізвище, ім'я, по батькові | Основні відомості                                                 | Дата обрання | Дата звільнення |
| --------------------------- | ----------------------------------------------------------------- | ------------ | --------------- |
| Поліщук Валерій Миколайович | Сільський голова, 1971 року народження, освіта вища, безпартійний | 26.03.2006   | 31.10.2010      |
| Поліщук Валерій Миколайович | Сільський голова, 1971 року народження, освіта вища, безпартійний | 31.10.2010   |                 |

Примітка: таблиця складена за даними сайту Верховної Ради України

### Депутати
За результатами місцевих виборів 2010 року депутатами ради стали:

#### За суб'єктами висування
| Суб'єкт висування                 | Кількість обраних депутатів | %    |
| --------------------------------- | --------------------------- | ---- |
| Партія регіонів                   | 8                           | 50   |
| Самовисування                     | 3                           | 18,8 |
| Народна партія                    | 2                           | 12,5 |
| Політична партія «Сильна Україна» | 2                           | 12,5 |
| Комуністична партія України       | 1                           | 6,3  |

#### За округами
| № округу                          | Прізвище, ім'я, по батькові      | Дата визнання обраним | Освіта           | Партійна приналежність                  | Відомості про обраного депутата |
| --------------------------------- | -------------------------------- | --------------------- | ---------------- | --------------------------------------- | --- |
| Комуністична партія України       |                                  |                       |                  |                                         | |
| 7                                 | Семирякіна Ольга Федорівна       | 03.11.2010            | середня          | член Комуністичної партії України       | тимчасово не працює |
| Народна Партія                    |                                  |                       |                  |                                         | |
| 6                                 | Половець Тетяна Федорівна        | 03.11.2010            | вища             | член Народної партії                    | Березанське РСТ |
| 16                                | Шарова Тетяна Валеріївна         | 03.11.2010            | середня          | член Народної партії                    | Березанське районне споживче товариство                                                                                                   |
| Партія регіонів                   |                                  |                       |                  |                                         | |
| 1                                 | Васєнін Олександр Валерійович    | 03.11.2010            | середня          | член Партії регіонів                    | тимчасово не працює |
| 4                                 | Малик Ірина Анатоліївна          | 03.11.2010            | незакінчена вища | член Партії регіонів                    | тимчасово не працює |
| 5                                 | Малик Віра Степанівна            | 03.11.2010            | середня          | член Партії регіонів                    | Краснянсь-кийЖКП |
| 8                                 | Пилипонько Любов Теодорівна      | 03.11.2010            | середня          | член Партії регіонів                    | Березанська державна насіннева інспекція                                                                                                  |
| 9                                 | Жаркова Людмила Федорівна        | 03.11.2010            | вища             | член Партії регіонів                    | Краснянська загальноосвітня школа, вчитель                                                                                                |
| 10                                | Данилко Світлана Євгенівна       | 03.11.2010            | вища             | член Партії регіонів                    | Березанський дошкільний навчальний заклад «Сонечко», вихователь                                                                           |
| 11                                | Новроцька Вікторія Іванівна      | 03.11.2010            | вища             | член Партії регіонів                    | Управління праці та соціального захисту населення райдержадміністрації, спеціаліст І категорії відділу персоніфікованого обліку населення |
| 12                                | Курило Катерина Анатоліївна      | 03.11.2010            | вища             | член Партії регіонів                    | тимчасово не працює |
| Політична партія «Сильна Україна» |                                  |                       |                  |                                         | |
| 3                                 | Олійник Людмила Миколаївна       | 03.11.2010            | вища             | позапартійна                            | ТОВ «Транс-сервіс» |
| 13                                | Віхорєв Юрій Олександрович       | 03.11.2010            | середня          | член Політичної партії «Сильна Україна» | Очаківське ДП ЛМГ |
| Самовисування                     |                                  |                       |                  |                                         | |
| 2                                 | Жевлоченко Людмила Олександрівна | 03.11.2010            | середня          | член Комуністичної партії України       | пенсіонер |
| 14                                | Бут Микола Олександрович         | 03.11.2010            | вища             | позапартійний                           | пенсіонер |
| 15                                | Лижненко Ольга Миколаївна        | 27.12.2010            | вища             | член Партії регіонів                    | пенсіонер |